# Jarosław Dąbrowski (film)
Pour les articles homonymes, voir Jarosław Dąbrowski.
Pour plus de détails, voir Fiche technique et Distribution.
Jarosław Dąbrowski est un film biographique polonais, réalisé par Bohdan Poręba, sorti en 1976.

## Fiche technique
- Titre original : Jarosław Dąbrowski
- Titre français : Jarosław Dąbrowski
- Réalisation : Bohdan Poręba
- Scénario : Youri Naguibine, avec pour consultant historique Jerzy Zdrada
- Dialogues :
- Direction artistique : Jerzy Skrzepinski, Semion Ouchakov
- Photographie : Aleksandr Chelenkov (ru), Jolanda Czen
- Son : Jerzy Blaszynski
- Montage : Tomira Matyjaszkiewicz
- Musique : Wojciech Kilar
- Production : Zespół Filmowy Panorama, Mosfilm (Pologne)
- Directeur de production :
- Pays d'origine :  Pologne,  Union soviétique
- Format : Couleur
- Genre : Biographie
- Durée : 181 minutes
- Dates de sortie :
  - Pologne : 26 janvier 1976

## Distribution
- Zygmunt Malanowicz : Jarosław Dąbrowski
- Małgorzata Potocka : Pelagia, épouse de Jarosław
- Aleksandr Kaliaguine : colonel Tuchołko
- Viktor Avdiouchko : Vladislav Ozerov
- Vladimir Ivachov : Andrij Potebnia
- Stanisław Niwiński : Bronisław Szwarce
- Stefan Szmidt : Walery Wroblewski
- Józef Nowak : Bronisław Wołowski
- Andrzej Prus : officier russe
- Teresa Szmigielówna : Valeria Petrovskaïa
- Henryk Bąk : prêtre
- Anna Milewska : Ignacia
- François Maistre : Adolphe Thiers
- Efim Kopelian : Knèze Vassili Beboutov
- Larissa Loujina : Elisaveta Dmitrievna
- Mikhaïl Kozakov : Andreï Vassiliev
- Alexandre Porokhovchtchikov : Mozaïev
- Maciej Englert : Ignacy Khmelenski
- Andrzej Krasicki : détective

## Récompenses
- Meilleur acteur au Festival international du film de Karlovy Vary pour Zygmunt Malanowicz
- Meilleur acteur au Festival du film polonais de Gdynia pour Aleksandr Kaliaguine